# Nikolai Semenowitsch Piskunow
Nikolai Semenowitsch Piskunow (russisch Николай Семенович Пискунов; * 9. Mai 1908 in Frolzowo, Russisches Kaiserreich; † 1977) war ein sowjetischer Mathematiker, der auf dem Gebiet der partiellen Differentialgleichungen gearbeitet hat. Er ist für die Kolmogorov-Petrovsky-Piskunov-Gleichung bekannt, ein wichtiges Modell in der mathematischen Populationsdynamik, und für seine Lehrbücher über Differential- und Integralrechnung, die an zahlreichen Technischen Universitäten verwendet und in mehrere Sprachen übersetzt wurden.

## Leben
Piskunow kam im Dorf Frolzowo (Фрольцово) in der heutigen Oblast Iwanowo zur Welt und graduierte 1929 an der Staatlichen Pädagogischen Universität in Jaroslawl. Er habilitierte sich 1939 und arbeitete ab 1941 am Steklow-Institut für Mathematik der Akademie der Wissenschaften der UdSSR.

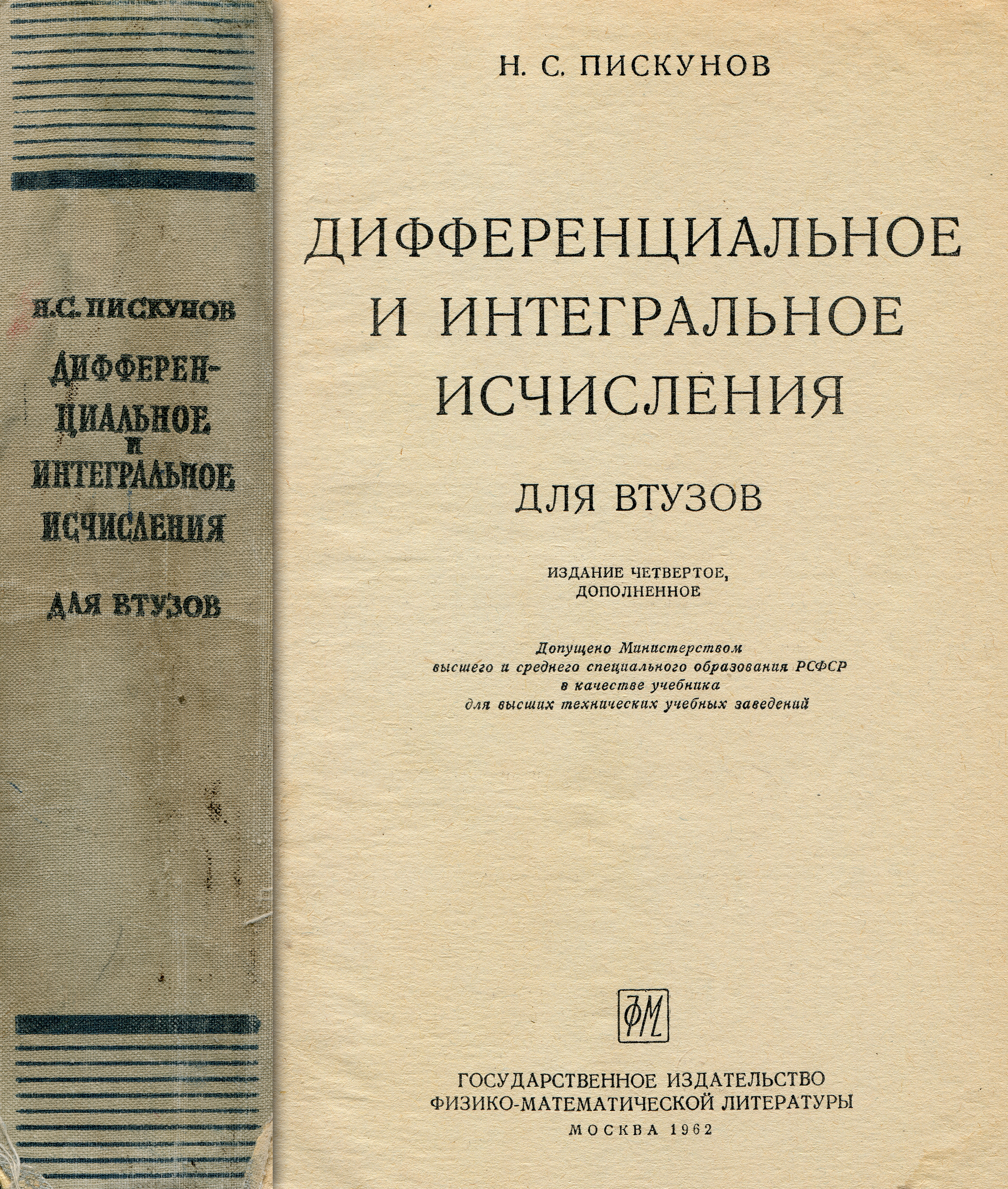
Differential- und Integralrechnung. N. S. Piskunow, 1962

## Ehrungen
Er wurde mit dem Titel Verdienter Wissenschaftler der RSFSR geehrt.
Die Fakultät für Ingenieurwissenschaften der Universidad Nacional de Asunción (FIUNA) verleiht seit 2019 den Piskunow-Preis an die zwei besten Studenten der Fakultät.

## Schriften
- Nikolai Piskunow: Differential- und Integralrechnung (3 Bände). Teubner Verlag, 1966.
- 29 Publikationen inklusive 14 Bücher laut Zentralblatt MATH